# Elementos del periodo 3
Un elemento del periodo 3 es aquel elemento químico en la tercera fila (o periodo) de la tabla periódica.
La tabla periódica está dispuesta en filas para ilustrar tendencias recurrentes (periódicas) en el comportamiento químico de los elementos a medida que aumenta su número atómico: se inicia una nueva fila cuando la tabla periódica salta una fila y un comportamiento químico comienza a repetirse, lo que significa que los elementos con comportamiento similar caen en las mismas columnas verticales. El tercer período contiene ocho elementos: sodio, magnesio, aluminio, silicio, fósforo, azufre, cloro y argón. Los dos primeros, sodio y magnesio, son miembros del bloque s de la tabla periódica, mientras que los otros son miembros deL bloque p de la Tabla Periódica. Todos los elementos del período 3 ocurren en la naturaleza y tienen al menos un isótopo estable.
Estos son:
| Grupo            | 1           | 2              | 3 | 4 | 5 | 6 | 7 | 8 | 9 | 10 | 11 | 12 | 13             | 14            | 15           | 16          | 17          | 18          |
| # Nombre Símbolo | 11 Sodio Na | 12 Magnesio Mg |   |   |   |   |   |   |   |    |    |    | 13 Aluminio Al | 14 Silicio Si | 15 Fósforo P | 16 Azufre S | 17 Cloro Cl | 18 Argón Ar |
| conf. e-         |             |                |   |   |   |   |   |   |   |    |    |    |                |               |              |             |             |             |

| Alcalinos            | Alcalinotérreos | Lantánidos | Actínidos | Metales de transición |
| Metales del bloque p | Metaloide       | No metales | Halógenos | Gases nobles          |

Elementos del periodo 1 -
Elementos del periodo 2 -
Elementos del periodo 3 -
Elementos del periodo 4 -
Elementos del periodo 5 -
Elementos del periodo 6 -
Elementos del periodo 7

## Características
- Poseen el mismo número de orbitales.
- Los átomos pueden albergar hasta 5 subniveles en los elementos del período 3, los cuales son:

1. 1s²
2. 2s²
3. 2p⁶
4. 3s²
5. 3p⁶

- Y tres niveles que son:

```
K, L y M.
```

## Elementos

### Sodio
El sodio (símbolo Na ) es un metal blando, de color blanco plateado, altamente reactivo y es un miembro de los metales alcalinos; su único isótopo estable es el 23Na. Es un elemento abundante que existe en numerosos minerales como el feldespato, la sodalita y la sal gema. Muchas sales de sodio son altamente solubles en agua y, por lo tanto, están presentes en cantidades significativas en las masas de agua de la Tierra, más abundantemente en los océanos como cloruro de sodio.
Muchos compuestos de sodio son útiles, como el hidróxido de sodio (lejía) para hacer jabón y el cloruro de sodio para usar como agente de deshielo y nutriente. El mismo ion también es un componente de muchos minerales, como el nitrato de sodio.
El metal libre, sodio elemental, no se encuentra en la naturaleza, pero debe prepararse a partir de compuestos de sodio. El sodio elemental fue aislado por primera vez por Humphry Davy en 1807 mediante la electrólisis de hidróxido de sodio.

### Magnesio
El magnesio (símbolo Mg) es un metal alcalinotérreo y tiene un número de oxidación común +2. Es el octavo elemento más abundante en la corteza terrestre y el noveno en el universo conocido en su conjunto. El magnesio es el cuarto elemento más común en la Tierra en su conjunto (detrás del hierro, el oxígeno y el silicio), y constituye el 13% de la masa del planeta y una gran fracción del manto del planeta. Es relativamente abundante porque se acumula fácilmente en estrellas supernovas mediante adiciones secuenciales de tres núcleos de helio al carbono (que a su vez está formado por tres núcleos de helio). Debido al alto contenido de iones de magnesiosolubilidad en agua, es el tercer elemento más abundante disuelto en agua de mar.
El elemento libre (metal) no se encuentra naturalmente en la Tierra, ya que es altamente reactivo (aunque una vez producido, se recubre con una fina capa de óxido [ver pasivación], que enmascara en parte esta reactividad). El metal libre arde con una luz blanca brillante característica, lo que lo convierte en un ingrediente útil en las bengalas. El metal se obtiene ahora principalmente por electrólisis de sales de magnesio obtenidas a partir de salmuera. Comercialmente, el uso principal del metal es como agente de aleación para fabricar aleaciones de aluminio y magnesio, a veces llamadas " magnalio " o "magnelio". Dado que el magnesio es menos denso que el aluminio, estas aleaciones son apreciadas por su relativa ligereza y resistencia.
Los iones de magnesio son ácidos al gusto y, en bajas concentraciones, ayudan a impartir una acidez natural a las aguas minerales frescas.

### Aluminio
El aluminio (símbolo Al ) es un miembro de color blanco plateado del grupo de elementos químicos del boro y un metal de bloque p clasificado por algunos químicos como un metal de postransición. No es soluble en agua en circunstancias normales. El aluminio es el tercer elemento más abundante (después de oxígeno y silicio), y el metal más abundante, en la corteza de la Tierra. Constituye aproximadamente el 8% en peso de la superficie sólida de la Tierra. El aluminio metálico es demasiado reactivo químicamente para producirse de forma nativa. En cambio, se encuentra combinado en más de 270 minerales diferentes. El principal mineral de aluminio es la bauxita.
El aluminio destaca por la baja densidad del metal y por su capacidad para resistir la corrosión debido al fenómeno de pasivación . Los componentes estructurales hechos de aluminio y sus aleaciones son vitales para la industria aeroespacial y son importantes en otras áreas del transporte y materiales estructurales. Los compuestos de aluminio más útiles, al menos en peso, son los óxidos y sulfatos.

### Silicio
El silicio (símbolo Si ) es un metaloide del grupo 14. Es menos reactivo que su carbono análogo químico, el no metal directamente encima de él en la tabla periódica, pero más reactivo que el germanio, el metaloide directamente debajo de él en la tabla. La controversia sobre el carácter del silicio data de su descubrimiento: el silicio se preparó y caracterizó por primera vez en forma pura en 1824, y se le dio el nombre de silicio (del latín: silicis, pedernal), con una terminación de palabra -ium para sugerir un metal. Sin embargo, su nombre final, sugerido en 1831, refleja los elementos químicamente más similares carbono y boro.
El silicio es el octavo elemento más común en el universo por masa, pero muy raramente ocurre como el elemento libre puro en la naturaleza. Se distribuye más ampliamente en polvos, arenas, planetoides y planetas como diversas formas de dióxido de silicio (sílice) o silicatos. Más del 90% de la corteza terrestre está compuesta de minerales de silicato, por lo que el silicio es el segundo elemento más abundante en la corteza terrestre (alrededor del 28% en masa) después del oxígeno.
La mayor parte del silicio se usa comercialmente sin estar separado y, de hecho, a menudo con poco procesamiento de compuestos de la naturaleza. Estos incluyen el uso directo de arcillas, arena de sílice y piedra en edificios industriales. La sílice se utiliza en ladrillos cerámicos . El silicato entra en el cemento Portland para mortero y estuco, y se combina con arena de sílice y grava para hacer hormigón . Los silicatos también se encuentran en cerámica blanca como la porcelana y en el tradicional vidrio de cal sodada a base de cuarzo . Compuestos de silicio más modernos comoabrasivos en forma de carburo de silicio y cerámicas de alta resistencia. El silicio es la base de los omnipresentes polímeros sintéticos a base de silicio llamados siliconas.
El silicio elemental también tiene un gran impacto en la economía mundial moderna. Aunque la mayor parte del silicio libre se usa en las industrias de refinación de acero, fundición de aluminio y química fina (a menudo para fabricar sílice ahumada ), la porción relativamente pequeña de silicio muy altamente purificado que se usa en la electrónica de semiconductores (<10%) es quizás uniforme. más crítico. Debido al amplio uso del silicio en los circuitos integrados, la base de la mayoría de las computadoras, gran parte de la tecnología moderna depende de él.

### Fósforo
El fósforo (símbolo P ) es un no metal multivalente del grupo del nitrógeno, el fósforo como mineral casi siempre está presente en su estado de máxima oxidación (pentavalente), como rocas de fosfato inorgánico. El fósforo elemental existe en dos formas principales, fósforo blanco y fósforo rojo, pero debido a su alta reactividad, el fósforo nunca se encuentra como un elemento libre en la Tierra.
La primera forma de fósforo elemental que se produce (fósforo blanco, en 1669) emite un tenue resplandor al exponerse al oxígeno; de ahí su nombre de la mitología griega, Φωσφόρος que significa "portador de luz" ( Lucifer en latín ), refiriéndose a la " Mañana Estrella ", el planeta Venus. Aunque el término " fosforescencia ", que significa resplandor después de la iluminación, se deriva de esta propiedad del fósforo, el resplandor del fósforo se origina por la oxidación del fósforo blanco (pero no rojo) y debería llamarse quimioluminiscencia . También es el elemento más ligero para producir fácilmente excepciones estables a la regla del octeto .
La gran mayoría de los compuestos de fósforo se consumen como fertilizantes. Otras aplicaciones incluyen el papel de compuestos organofosforados en detergentes, pesticidas y agentes nerviosos, y partidos.

### Azufre
El azufre (símbolo S ) es un abundante no metal multivalente, uno de los calcógenos. En condiciones normales, los átomos de azufre forman moléculas octatómicas cíclicas con fórmula química S8 . El azufre elemental es un sólido cristalino de color amarillo brillante cuando está a temperatura ambiente. Químicamente, el azufre puede reaccionar como oxidante o como agente reductor. Oxida la mayoría de los metales y varios no metales, incluido el carbono, lo que conduce a su carga negativa en la mayoría de los compuestos orgánicos de azufre , pero reduce varios oxidantes fuertes, como oxígeno y flúor.
En la naturaleza, el azufre se puede encontrar como elemento puro y como sulfuros y minerales de sulfato. Los coleccionistas de minerales suelen buscar cristales de azufre elemental por sus formas poliedro de colores brillantes. Al ser abundante en forma nativa, el azufre era conocido en la antigüedad, mencionado por sus usos en la antigua Grecia, China y Egipto. Los vapores de azufre se utilizaron como fumigantes y las mezclas medicinales que contienen azufre se utilizaron como bálsamos y antiparasitarios. El azufre se consideraba lo suficientemente importante como para recibir su propio símbolo alquímico. Se necesitaba para hacer la mejor calidad de pólvora negra, y los alquimistas plantearon la hipótesis de que el polvo amarillo brillante contenía algunas de las propiedades del oro, que buscaban sintetizar a partir de él. En 1777, Antoine Lavoisier ayudó a convencer a la comunidad científica de que el azufre era un elemento básico, más que un compuesto.
El azufre elemental se extrajo una vez de las cúpulas de sal , donde a veces se encuentra en forma casi pura, pero este método ha sido obsoleto desde finales del siglo XX. Hoy en día, casi todo el azufre elemental se produce como subproducto de la eliminación de contaminantes que contienen azufre del gas natural y el petróleo. Los usos comerciales del elemento son principalmente en fertilizantes, debido al requerimiento relativamente alto de las plantas, y en la fabricación de ácido sulfúrico, un químico industrial primario. Otros usos conocidos del elemento son en fósforos, insecticidas y fungicidas. Muchos compuestos de azufre son olorosos y el olor a gas natural aromatizado, olor a mofeta, pomelo y ajo se debe a los compuestos de azufre. El sulfuro de hidrógeno producido por organismos vivos imparte el olor característico a los huevos podridos y otros procesos biológicos.

### Cloro
El cloro (símbolo Cl ) es el segundo halógeno más ligero. El elemento forma moléculas diatómicas en condiciones estándar, llamadas dicloro. Tiene la mayor afinidad electrónica y la tercera mayor electronegatividad de todos los elementos; por tanto, el cloro es un fuerte agente oxidante.
El compuesto más común de cloro, el cloruro de sodio ( sal de mesa), se conoce desde la antigüedad; sin embargo, alrededor de 1630, el químico y médico belga Jan Baptist van Helmont obtuvo cloro gaseoso. La síntesis y caracterización del cloro elemental ocurrió en 1774 por el químico sueco Carl Wilhelm Scheele, quien lo llamó "aire de ácido muriático desflogistizado", ya que pensó que sintetizaba el óxido obtenido a partir del ácido clorhídrico , porque se pensaba en ese momento que los ácidos necesariamente contenían oxígeno. Varios químicos, incluido Claude Berthollet, sugirieron que el "aire de ácido muriático desflogisticado" de Scheele debe ser una combinación de oxígeno y el elemento aún no descubierto. La sugerencia de que este gas recién descubierto era un elemento simple fue hecha en 1809 por Joseph Louis Gay-Lussac y Louis-Jacques. Esto fue confirmado en 1810 por Sir Humphry Davy, quien lo llamó cloro, de la palabra griega χλωρός (chlōros), que significa "verde-amarillo".
El cloro es un componente de muchos otros compuestos. Es el segundo halógeno más abundante y el vigésimo primer elemento químico más abundante en la corteza terrestre. El gran poder oxidante del cloro lo llevó a sus usos blanqueadores y desinfectantes, además de ser un reactivo imprescindible en la industria química. Como desinfectante común, los compuestos de cloro se utilizan en las piscinas para mantenerlas limpias e higiénicas. En la atmósfera superior, las moléculas que contienen cloro, como los clorofluorocarbonos, se han visto implicadas en el agotamiento del ozono .

### Argón
El argón (símbolo Ar ) es el tercer elemento del grupo 18, los gases nobles. El argón es el tercer gas más común en la atmósfera de la Tierra , con un 0,93%, lo que lo hace más común que el dióxido de carbono. Casi todo este argón es argón-40 radiogénico derivado de la desintegración del potasio-40 en la corteza terrestre. En el universo, el argón-36 es, con mucho, el isótopo de argón más común, siendo el isótopo de argón preferido producido por la nucleosíntesis estelar.
El nombre "argón" se deriva del adjetivo neutro griego ἀργόν , que significa "perezoso" o "el inactivo", ya que el elemento casi no sufre reacciones químicas. El octeto completo (ocho electrones) en la capa atómica exterior hace que el argón sea estable y resistente a la unión con otros elementos. Su temperatura de punto triple de 83.8058  K es un punto fijo definitorio en la Escala Internacional de Temperatura de 1990.
El argón se produce industrialmente mediante la destilación fraccionada de aire líquido. El argón se utiliza principalmente como gas protector inerte en la soldadura y otros procesos industriales de alta temperatura en los que las sustancias normalmente no reactivas se vuelven reactivas: por ejemplo, se utiliza una atmósfera de argón en los hornos eléctricos de grafito para evitar que el grafito se queme. El gas argón también tiene usos en iluminación incandescente y fluorescente, y otros tipos de tubos de descarga de gas. El argón produce un láser de gas azul verdoso distintivo.